# Verena Scheitz

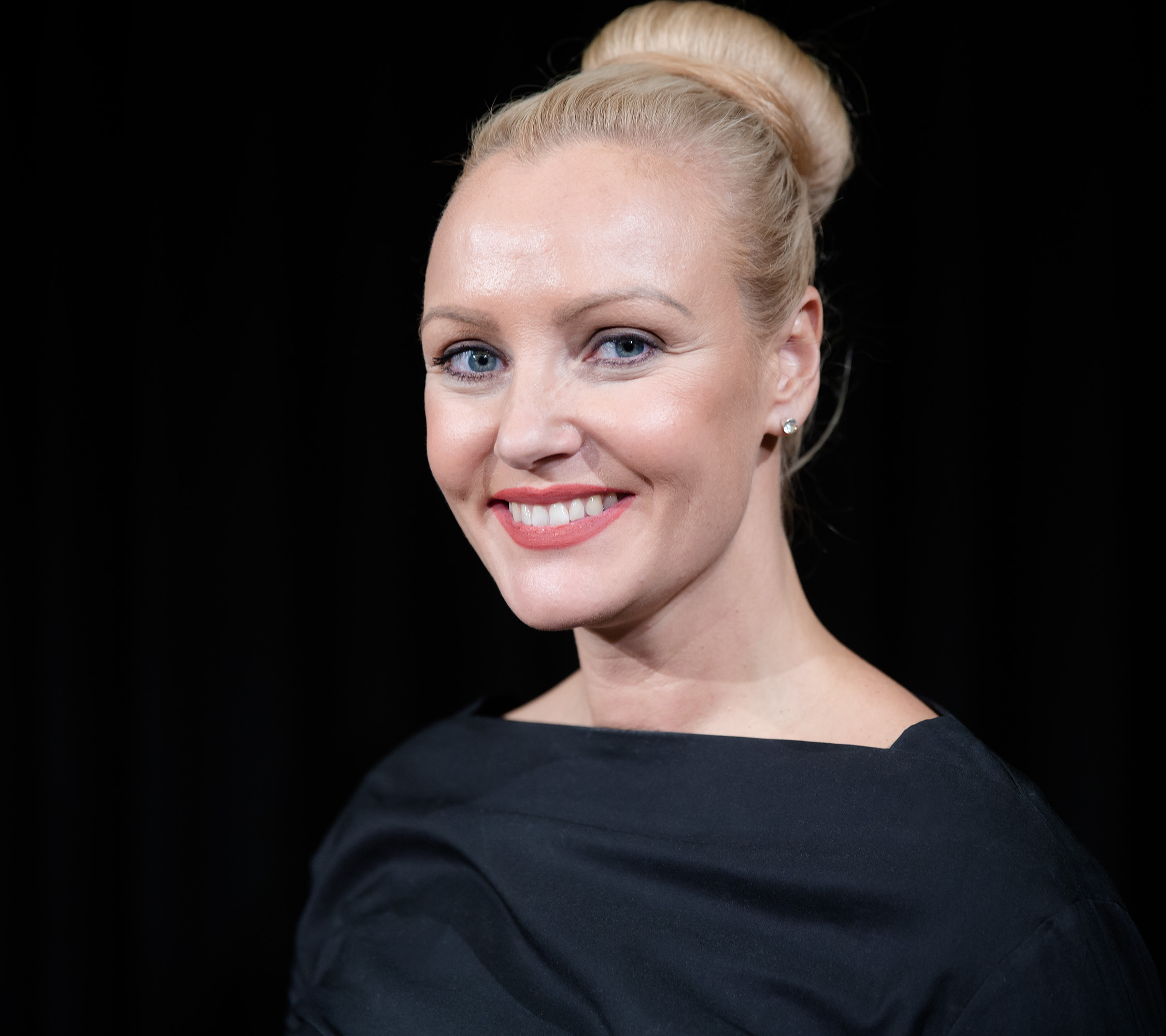
Verena Scheitz (2015)

Verena Scheitz (* 14. Dezember 1971 in Wien) ist eine österreichische Fernsehmoderatorin, Schauspielerin, Sängerin und Kabarettistin.

## Leben

### Ausbildung und Studium
Verena Scheitz wuchs in Wien auf. Nach der Matura im Jahr 1990 studierte sie ab 1993 am Konservatorium der Stadt Wien Schauspiel und Tanz. Anschließend absolvierte sie von 1997 bis 2005 das Studium der Rechtswissenschaften an der Universität Wien und der Universität Salzburg, welches sie abschloss.

### Bühnenlaufbahn
Als Theaterschauspielerin und Sängerin spielte Scheitz an Häusern in Österreich und Deutschland, zum Beispiel in Wien, Baden, Regensburg, Bautzen, Klagenfurt am Wörthersee und Sankt Wolfgang. Auch als Kabarettistin trat sie auf. Sie war Mitglied der österreichischen Kabarettgruppe Heilbutt und Rosen. 2009 gründete sie mit Patricia Simpson und Steffi Paschke die Kabarettformation SimpsonPaschkeScheitz, die sich 2013 auflöste. 2012 waren sie mit ihrem Programm Frauen aus dem Hinterhalt im ORF im Rahmen der Hyundai Kabarett-Tage zu sehen. Ab 2013 war Verena Scheitz mit ihrem Soloprogramm Scheitz Dir Nix auf den österreichischen Kabarettbühnen und im Rahmen von Kabarett im Turm zu sehen. 2016 war sie gemeinsam mit Thomas Schreiweis mit dem Kabarettprogramm Iss was G’Scheitz zu sehen.
2015 bei den Seefestspielen Mörbisch in der Operette Eine Nacht in Venedig zu sehen. Bei den Wachaufestspielen in Weißenkirchen spielte sie 2017 in Die Fürstin vom Weinberg und Der Hofrat Geiger unter der Regie von Marcus Strahl.

### Fernsehen
Abwechselnd mit Elisabeth Engstler und Reinhard Jesionek moderierte Scheitz von 2007 bis 2012 im ORF die Vorabendsendung Frühlingszeit, Sommerzeit, Herbstzeit und Winterzeit, in der sie Lifestyle, Mode, High-Society und aktuelle Ereignisse präsentiert. Von 2012 bis 2017 präsentierte sie alternierend mit Wolfram Pirchner das Vorabend-Magazin heute leben im ORF.
Sie wirkte auch in zahlreichen Fernsehproduktionen, wie Das Rennen, Der letzte Gentleman, Die Lottosieger oder Österreich wählt. 2016 nahm sie an der zehnten Staffel von Dancing Stars teil, die sie zusammen mit dem Tanzprofi Florian Gschaider gewann. 2017 war sie gemeinsam mit Peter Kraus und Kati Bellowitsch Kandidatin in der Quizshow Spiel für dein Land.
Am 4. Dezember 2017 moderierte sie die Sendungen zum Licht ins Dunkel-Aktionstag im ORF. 2017 war sie gemeinsam mit Conchita Wurst Teil der erstmals kabarettistischen Life-Ball-Eröffnungsshow. Im November 2018 war sie für die ORF-Sendung Der kleine Staatsbesuch in Italien unterwegs. Von Jänner 2019 bis Dezember 2024 präsentierte sie auf ORF 2 gemeinsam mit Norbert Oberhauser, Birgit Fenderl und Martin Ferdiny das Vorabendmagazin Studio 2.

## Kabarettprogramme (Auswahl)
- 2004: Chromosomensatz XY ungelöst (mit Heilbutt und Rosen)
- 2005: Lieder aus der Dusche (mit Heilbutt und Rosen)
- 2007: Angriff der Riesenameisen (mit Heilbutt und Rosen)
- 2009: Frauen ohne Gedächtnis (mit Simpson – Paschke – Scheitz)
- 2011: Frauen aus dem Hinterhalt (mit Simpson – Paschke – Scheitz)
- 2013: Scheitz dir nix (Soloprogramm)
- 2016: Iss was G’Scheitz (mit Tom Schreiweis)[10]

## Fernsehen (Auswahl)
Fernsehserien:
- 2007: Mitten im 8en
- 2007: Novotny & Maroudi – Zahngötter in Weiß (Fernsehserie, drei Episoden)
- 2010: FC Rückpass (Fernsehserie, zwei Episoden)
- 2011: Die Lottosieger – Ist Schönheit gratis?

Fernsehshows:
- 2016: Dancing Stars
- 2017: Kabarettgipfel
- 2017: Echt jetzt?
- 2017: Was gibt es Neues?
- 2017: Spiel um dein Land
- 2018: Wir sind Kaiser
- 2019: Berggespräche

## Moderation (Auswahl)
- 2006: Willkommen Österreich (Gastmoderation)
- 2007: Willkommen Österreich
- 2007: Frühlings-, Sommer-, Herbst- und Winterzeit
- 2012: heute leben
- 2016: Österreichischer Kabarettpreis
- 2017: Österreichischer Kabarettpreis
- 2017: Life Ball

## Buchveröffentlichung
- Der Wenzel-Test: Mein Dackel, die Männer und ich, Ueberreuter-Verlag, Wien 2017, ISBN 978-3-8000-7663-5